# Joan Ridley
Joan Cowell O'Meara Ridley, née le 11 juillet 1903 à Ipswich et morte le 4 octobre 1983, est une joueuse de tennis britannique.

## Carrière
Engagée avec Eileen Bennett dans le Double dames des Internationaux de France 1927, le duo s'incline en demi finale face à la paire Bobbie Heine/Irene Bowder, vainqueurs du tournoi.
En 1929, elle atteint la demi finale du simple dame à Wimbledon, échouant face à Helen Jacobs.
Elle participe avec Ian Collins à une finale de tournoi du grand chelem en double mixte lors du Tournoi de Wimbledon 1931, arrachant un set à la paire américaine Anna McCune Harper/George Lott.